# Пајквил (Северна Каролина)
Пајквил (енгл. Pikeville) град је у америчкој савезној држави Северна Каролина.

## Демографија
По попису из 2010. године број становника је 678, што је 41 (-5,7%) становника мање него 2000. године.
| Група             | 2000.       | 2010.       |
| Белци             | 689 (95,8%) | 583 (86,0%) |
| Афроамериканци    | 8 (1,1%)    | 55 (8,1%)   |
| Азијати           | 6 (0,8%)    | 2 (0,3%)    |
| Хиспаноамериканци | 14 (1,9%)   | 32 (4,7%)   |
| Укупно            | 719         | 678         |